# Persone di cognome Rogers
| Questa pagina contiene informazioni ricavate automaticamente dalle voci biografiche con l'ausilio del template Bio e di un bot. L'aggiornamento è periodico e automatico e ricostruisce completamente la pagina. Se manca una persona in questa lista, sei pregato di non aggiungerla, ma accertati piuttosto che la sua voce biografica contenga il template Bio e che i dati anagrafici siano correttamente compilati. Se il template Bio manca, inseriscilo tu stesso o, in alternativa, metti l'avviso {{tmp\|Bio}} che ne segnala la mancanza. Se i dati riportati sono sbagliati, correggi direttamente la voce biografica; le modifiche saranno visibili in questa lista entro pochi giorni. Per chiarimenti vedi il progetto antroponimi. La lista contiene solo le 111 persone che sono citate nell'enciclopedia e per le quali è stato implementato correttamente il template Bio. Pagina aggiornata al 7 ago 2025. |

Questa è una lista di persone presenti nell'enciclopedia che hanno il cognome Rogers, suddivise per attività principale.

## Allenatori di calcio(1)
- Alan Rogers, allenatore di calcio inglese (Southport, n. 1924 - † 2022)

## Architetti(2)
- Ernesto Nathan Rogers, architetto e teorico dell'architettura italiano (Trieste, n. 1909 - Gardone Riviera, † 1969)
- Richard Rogers, architetto inglese (Firenze, n. 1933 - Londra, † 2021)

## Assassini seriali(1)
- Glen Edward Rogers, serial killer statunitense (Hamilton, n. 1962 - Raiford, † 2025)

## Astronomi(1)
- John E. Rogers, astronomo statunitense

## Attori(12)
- Charles Rogers, attore e musicista statunitense (Olathe, n. 1904 - Rancho Mirage, † 1999)
- Charley Rogers, attore, sceneggiatore e regista cinematografico statunitense (Birmingham, n. 1887 - Los Angeles, † 1956)
- David Clayton Rogers, attore statunitense (Atlanta, n. 1977)
- Graham Rogers, attore statunitense (West Chester, n. 1990)
- Ignacio Rogers, attore e regista argentino (Buenos Aires, n. 1987)
- Jeffrey Rogers, attore statunitense (n. 1963)
- Michael Rogers, attore canadese (Victoria, n. 1964)
- Nicholas Rogers, attore e modello australiano (Sydney, n. 1969)
- Paul Rogers, attore britannico (Plympton, n. 1917 - Londra, † 2013)
- Tristan Rogers, attore e produttore cinematografico statunitense (Melbourne, n. 1946)
- Wayne Rogers, attore statunitense (Birmingham, n. 1933 - Los Angeles, † 2015)
- Will Rogers, attore, comico e giornalista statunitense (Oologah, n. 1879 - Barrow, † 1935)

## Attrici(5)
- Kylie Rogers, attrice statunitense (Houston, n. 2004)
- Anne Rogers, attrice, cantante e ballerina inglese (Liverpool, n. 1933)
- Ginger Rogers, attrice, cantante e ballerina statunitense (Independence, n. 1911 - Rancho Mirage, † 1995)
- Jean Rogers, attrice statunitense (Belmont, n. 1916 - Sherman Oaks, † 1991)
- Mimi Rogers, attrice statunitense (Coral Gables, n. 1956)

## Attrici pornografiche(1)
- Jessie Rogers, attrice pornografica brasiliana (Goiânia, n. 1993)

## Calciatori(5)
- Danny Rogers, calciatore irlandese (New York, n. 1994)
- Kevin Rogers, ex calciatore gallese (Merthyr Tydfil, n. 1963)
- Mark Rogers, ex calciatore canadese (Vancouver, n. 1977)
- Morgan Rogers, calciatore inglese (Halesowen, n. 2002)
- Paul Rogers, ex calciatore inglese (Portsmouth, n. 1965)

## Cantanti(8)
- Amerie, cantante, ballerina e attrice statunitense (Fitchburg, n. 1980)
- CeCe Rogers, cantante, musicista e produttore discografico statunitense (East Cleveland, n. 1962)
- Jake Wesley Rogers, cantante, musicista e cantautore statunitense (Springfield, n. 1996)
- Jimmy Rogers, cantante e chitarrista statunitense (Ruleville, n. 1924 - Chicago, † 1997)
- Julie Rogers, cantante britannica (Bermondsey, n. 1943)
- Kelis, cantante e rapper statunitense (New York, n. 1979)
- Kenny Rogers, cantante, fotografo e attore statunitense (Houston, n. 1938 - Colbert, † 2020)
- Roy Rogers, cantante e attore statunitense (Cincinnati, n. 1911 - Apple Valley, † 1998)

## Cantautori(1)
- Stan Rogers, cantautore canadese (Hamilton, n. 1949 - Hebron, † 1983)

## Cestiste(1)
- Doris Rogers, ex cestista statunitense (n. 1943)

## Cestisti(10)
- Johnny Rogers, ex cestista statunitense (Fullerton, n. 1963)
- Matt Rogers, ex cestista statunitense (Doniphan, n. 1987)
- Steve Rogers, ex cestista e allenatore di pallacanestro statunitense (Montgomery, n. 1968)
- Carlos Rogers, ex cestista statunitense (Detroit, n. 1971)
- Harry Rogers, ex cestista statunitense (St. Louis, n. 1950)
- Marshall Rogers, cestista statunitense (St. Louis, n. 1953 - Berkeley, † 2011)
- Paul Rogers, ex cestista australiano (Adelaide, n. 1973)
- Rodney Rogers, ex cestista statunitense (Durham, n. 1971)
- Shawnta Rogers, ex cestista statunitense (Baltimora, n. 1976)
- Willie Rogers, ex cestista statunitense (Nacogdoches, n. 1945)

## Chitarristi(1)
- Roy Rogers, chitarrista e produttore discografico statunitense (Redding, n. 1950)

## Ciclisti su strada(1)
- Michael Rogers, ex ciclista su strada e pistard australiano (Barhan, n. 1979)

## Compositori(1)
- James Rogers, compositore e attore italiano

## Corsari(1)
- Woodes Rogers, corsaro britannico (Bristol, n. 1679 - Nassau, † 1732)

## Drammaturghi(1)
- J. T. Rogers, drammaturgo statunitense (n. 1968)

## Geologi(1)
- William Barton Rogers, geologo statunitense (Filadelfia, n. 1804 - Boston, † 1882)

## Giocatori di beach volley(1)
- Todd Rogers, giocatore di beach volley statunitense (Santa Barbara, n. 1973)

## Giocatori di football americano(12)
- Caleb Rogers, giocatore di football americano statunitense (Mansfield, n. 2001)
- Carlos Rogers, ex giocatore di football americano statunitense (Augusta, n. 1981)
- Charles Rogers, giocatore di football americano statunitense (Saginaw, n. 1981 - Fort Myers, † 2019)
- Chester Rogers, giocatore di football americano statunitense (Huntsville, n. 1994)
- Da'Rick Rogers, giocatore di football americano statunitense (Atlanta, n. 1991)
- Don Rogers, giocatore di football americano statunitense (Texarkana, n. 1962 - Sacramento, † 1986)
- Don Rogers, ex giocatore di football americano statunitense (South Orange, n. 1936)
- George Rogers, ex giocatore di football americano statunitense (Duluth, n. 1958)
- Charlie Rogers, ex giocatore di football americano statunitense (Cliffwood, n. 1976)
- Justin Rogers, ex giocatore di football americano statunitense (Baton Rouge, n. 1988)
- Justin Rogers, ex giocatore di football americano statunitense (Gardena, n. 1998)
- Reggie Rogers, giocatore di football americano statunitense (Sacramento, n. 1964 - Seattle, † 2013)

## Giornalisti(1)
- Nathaniel Peabody Rogers, editorialista, scrittore e avvocato statunitense (Plymouth, n. 1794 - Concord, † 1846)

## Golfisti(1)
- Bill Rogers, golfista statunitense (Waco, n. 1951)

## Hockeisti su ghiaccio(1)
- Brandon Rogers, ex hockeista su ghiaccio statunitense (Rochester, n. 1982)

## Imprenditori(2)
- Henk Rogers, imprenditore e autore di videogiochi olandese (Amsterdam, n. 1953)
- Henry Rogers, imprenditore statunitense (Mattapoisett, n. 1840 - New York, † 1909)

## Judoka(1)
- Doug Rogers, judoka canadese (Truro, n. 1941 - Vancouver, † 2020)

## Martelliste(1)
- Camryn Rogers, martellista canadese (Richmond, n. 1999)

## Matematici(2)
- Leonard James Rogers, matematico britannico (Oxford, n. 1862 - Oxford, † 1933)
- Chris Rogers, matematico neozelandese (Lower Hutt, n. 1954)

## Mezzofondiste(1)
- Raevyn Rogers, mezzofondista statunitense (Houston, n. 1996)

## Militari(1)
- Robert Rogers, militare britannico (Methuen, n. 1731 - Londra, † 1795)

## Montatori(1)
- Paul Rogers, montatore statunitense

## Musicisti(1)
- Terminator X, musicista statunitense (n. 1966)

## Nuotatori(2)
- Greg Rogers, ex nuotatore australiano (Sydney, n. 1948)
- Phil Rogers, ex nuotatore australiano (Bochum, n. 1971)

## Pittrici(1)
- Mary Rogers, pittrice statunitense (n. 1882 - New York, † 1920)

## Politiche(1)
- Edith Nourse Rogers, politica e attivista statunitense (Saco, n. 1881 - Boston, † 1960)

## Politici(4)
- Hal Rogers, politico e avvocato statunitense (Barrier, n. 1937)
- Mike Rogers, politico e avvocato statunitense (Hammond, n. 1958)
- Mike J. Rogers, politico statunitense (Contea di Livingston, n. 1963)
- William Pierce Rogers, politico statunitense (Norfolk, n. 1913 - Bethesda, † 2001)

## Psicologi(1)
- Carl Rogers, psicologo statunitense (Oak Park, n. 1902 - La Jolla, † 1987)

## Rapper(4)
- Bobby Creekwater, rapper statunitense (Atlanta, n. 1982)
- MC Trouble, rapper statunitense (Los Angeles, n. 1970 - Los Angeles, † 1991)
- Lil Double 0, rapper statunitense (Memphis, n. 2001)
- ZillaKami, rapper e cantautore statunitense (Bay Shore, n. 1999)

## Religiosi(1)
- John Rogers, religioso, traduttore e teologo inglese (Deritend - Londra, † 1555)

## Rugbisti a 13(1)
- Mat Rogers, rugbista a 13 e rugbista a 15 australiano (Sydney, n. 1976)

## Rugbisti a 15(1)
- Budge Rogers, ex rugbista a 15, allenatore di rugby a 15 e dirigente sportivo britannico (Bedford, n. 1939)

## Scacchisti(1)
- Ian Rogers, scacchista australiano (Hobart, n. 1960)

## Schermidori(1)
- Jason Rogers, schermidore statunitense (Houston, n. 1983)

## Scrittrici(1)
- Jane Rogers, scrittrice e editrice britannica (Londra, n. 1952)

## Scultori(1)
- Randolph Rogers, scultore statunitense (Waterloo, n. 1825 - Roma, † 1892)

## Skater(1)
- Jereme Rogers, skater statunitense (Boston, n. 1985)

## Sollevatrici(1)
- Mattie Rogers, sollevatrice statunitense (Apopka, n. 1995)

## Storiche(1)
- Rebecca Rogers, storica e docente statunitense (Chicago, n. 1959)

## Tenniste(3)
- Anna Rogers, tennista statunitense (Stamford, n. 1998)
- Shelby Rogers, ex tennista statunitense (Mount Pleasant, n. 1992)
- Victoria Rogers, ex tennista statunitense

## Tennisti(1)
- George Lyttleton Rogers, tennista irlandese (Athy, n. 1906 - † 1962)

## Tenori(1)
- Nigel Rogers, tenore, direttore di coro e insegnante inglese (Telford and Wrekin, n. 1935 - † 2022)

## Velocisti(1)
- Jason Rogers, velocista nevisiano (Sandy Point Town, n. 1991)

## Wrestler(1)
- Curt Stallion, wrestler statunitense (Crane, n. 1990)

## Youtuber(1)
- Brandon Rogers, youtuber, attore e cabarettista statunitense (Livermore, n. 1988)